# Половорогский монастырь
Половорогский монастырь (также Монастырь Половорог рум. Manastirea Polovragi) — Монастырь Половраги — женский монастырь, посвященный Успению Пресвятой Богородицы , архитектурный памятник XVII века в Валахии. Монастырский комплекс Половраги расположен у подножия горы Пятра Половрагилор недалеко от ущелья Олтец, на окраине Половраги в уезде Горж.

## История
Монастырю Половраги более 500 лет (1505 г.). Первыми основателями этого места являются Раду и Патру, сыновья Данчула Замона, упомянутые в грамоте, выданной 18 января 1480 г. воеводой Басарабом Младшим (1477-1481). После этого более полутора веков в документах ничего не упоминается об этом месте, а в 1645 году село Половраги оказывается во владении Данчиу Параяну, сына Хамзы. Данчу Пяряну построил церковь на старом фундаменте, как это часто делалось в то время, сохранив большую его часть. После Данчула Пяряну и его предшественников Константина Брынковяну можно считать третьим основателем монастыря Половраги. Роспись церкви представляет особую ценность как в иконографическом, так и в техническом отношении. Она была выполнен в 1713 году Константином Зугравулом. По обе стороны от входа на паперть можно полюбоваться двумя уникальными в Румынии иконографическими изображениями румынских монастырей, посвященных Святой Горе Афон. Кельи и другие помещения монастыря расположены вокруг храма с восточной, южной и западной сторон, образуя рядом с ограждающей стеной с северной стороны настоящую крепость. Вход на территорию осуществляется с южной стороны через массивные ворота, над которыми возвышается колокольня, возведенная во времена Константина Бранковяну.
Через ворота в северной стене монастыря организован вход во второе здание, где находится госпиталь св. Николая, основанный игуменом Лаврентием в 1732 г., и расписанный в 1738 г. живописцами Георгием и Ионом.
Нынешняя монастырская церковь построена в 1643 году с помощью Матфея Басараба и посвящена Успению Пресвятой Богородицы. Хрисовуль от 6 июля 1648 года упоминает об этом как таковой.
Монастырь пришёл в упадок после попадания под власть Габсбургов в период 1718—1740 годов после Пожаревацкого мира. 27 апреля 1802 года он был ограблен курджалиями Османа Пазвантоглу.
В монастырской библиотеке хранится одна из богатейших коллекций икон и более 3000 томов церковнославянских, греческих и румынских книг..

## Архитектура
Монастырь построен в брынковянском стиле, но под ним скрывается архитектурный моравский стиль, в котором построен ряд старых монастырей в Валахии и, в частности, в Олтении (Северинский Банат). Этимология неясна, но может быть связана с половцами или с равнинным полем Валахии, от которого начинается дикое поле к востоку.